# Huseyngulu Sarabski
Huseyngulu Sarabski (en azerí: Hüseynqulu Sarabski) fue cantante de ópera, compositor, actor y dramaturgo de Azerbaiyán.

## Biografía
Huseyngulu Sarabski nació el 20 de marzo de 1879 en Bakú. Por primera vez, en 1902 Sarabski obtuvo el papel de “Rasul” en la obra teatral de Nariman Narimanov. Su increíble actuación de mugam Hijaz-i Arabi, en la obra “Almansor” de Heinrich Heine, fue descubierta por el prominente compositor de Azerbaiyán, Uzeyir Hajibeyov. En 1908 Huseyngulu Sarabski actuó el papel Medzhnun en la ópera Leyli y Medzhnun. Desde 1914 el grupo de teatro encabezado por Sarabski y Muslim Magomayev realizó visitas para actuar Leyli y Medzhnun en Tiflis, Ganyá, Ereván, Vladikavkaz, Tabriz, Rasht y Teherán.
En los años 1923-1926 Sarabski fundó el grupo de teatro en Şamaxı y el teatro de drama en  Ağdam. Sarabski también escribió tres juegos titulados “Ignorancia”, “Él que busca, encontrará” y “Como te vés, te vi”. Entre 1940 y 1942 Sarabski enseñó ópera y mugam en la Academia de Música de Bakú.
Huseyngulu Sarabski murió de cáncer y fue enterrado en el Callejón de Honor.

## Premios y títulos
- Artista de Honor de la RSS de Azerbaiyán
- Artista del Pueblo de la RSS de Azerbaiyán